# Tentazioni (ir)resistibili
Tentazioni (ir)resistibili (Thanks for Sharing) è un film del 2012 diretto da Stuart Blumberg.

## Trama
Tre uomini, Adam, Mike e Neil, entrano in comunità dove seguono una terapia speciale per guarire dalle loro pulsioni sessuali incontrollabili, ma devono fare i conti con le mille tentazioni della Grande Mela.
Adam, dopo aver festeggiato i cinque anni di astinenza, tenta tra mille incertezze di intraprendere una relazione con Phoebe, conosciuta durante una festa. Phoebe, dopo aver lasciato il fidanzato alcolista, non vuole più avere a che fare con uomini che soffrono di qualche forma di dipendenza. Adam può contare sul sostegno del suo sponsor, Mike, il vero e proprio leader del gruppo dei sesso-dipendenti.
Mike, sposato da tempo con Katie, conosciuta ai tempi del liceo, ha un figlio di nome Danny, che è stato in carcere per furto e che è poi andato via di casa. Nel frattempo si uniscono al gruppo un giovane medico, Neil, il quale viene aiutato da Adam, suo sponsor, a disintossicarsi, e Dede, che ha problemi a relazionarsi con gli uomini.